# Georg Bungter
Georg Bungter (* 1943 in Krefeld) ist ein deutscher Autor, Redakteur und Moderator.

## Werdegang
Bungter begann mehrere Studiengänge, schloss aber keinen ab. Dann wurde er Redakteur und Moderator beim WDR. Hier arbeitete er oft mit Hermann Hoffmann zusammen.
Seine mit Günter Frorath 1969 veröffentlichten Limericks wurden oft von Schobert & Black vorgetragen. 1978 war er Schreiber für Nonstop Nonsens.
Bungter veröffentlichte diverse Bücher mit Hanns Dieter Hüsch, Ulrich Roski, Hans Conrad Zander und Günter Frorath.

## Privatleben
Er ist der Vater von Tobias Bungter.

## Veröffentlichungen
- mit Günter Frorath: Limerick teutsch. Piper, 1969.
- mit Hans Conrad Zander: Haus Himmelstür: Der größte Arztroman aller Zeiten!  1989.
- mit Hanns Dieter Hüsch: Zugabe: Unveröffentlichte Texte aus sechs Jahrzehnten. KiWi, Köln 2003, ISBN 978-3-462-03539-1.
- mit Hanns Dieter Hüsch: Der große Hüsch: Das Beste aus 33 Büchern. KiWi, Köln 2011, ISBN 978-3-462-03832-3.
- mit Gunter Gabriel: Marie, ich brauch mehr Schlaf. Edition Intro Meisel, 2012.